# Herb Wołomina
Herb Wołomina – jeden z symboli miasta Wołomin i gminy Wołomin w postaci herbu.

## Wygląd i symbolika
Herbem miasta jest niepełny wizerunek orła białego w koronie ze złotym dziobem i szponami umieszczonymi w czerwonej pola tarczy oraz niepełne koło zębate w kolorze popielatym zawierające w dolnej części wizerunek płomieni na żółtym tle, znajdujące się w zielonej części tarczy. Kolory tarczy stykają się ze sobą na przekątnej łączącej lewą dolną część tarczy z prawym górnym rogiem.
Symbolika herbu nawiązuje do położenia miasta w Polsce oraz miasta jako ośrodka przemysłów: drzewnego i szklarskiego. 

## Kontrowersje
Herb Wołomina, ze względu na stylizację na wizerunek godła państwowego oraz nietypowy podział tarczy herbowej, jest niezgodny z klasycznymi zasadami heraldyki. 